# Kobayakawa Hideaki

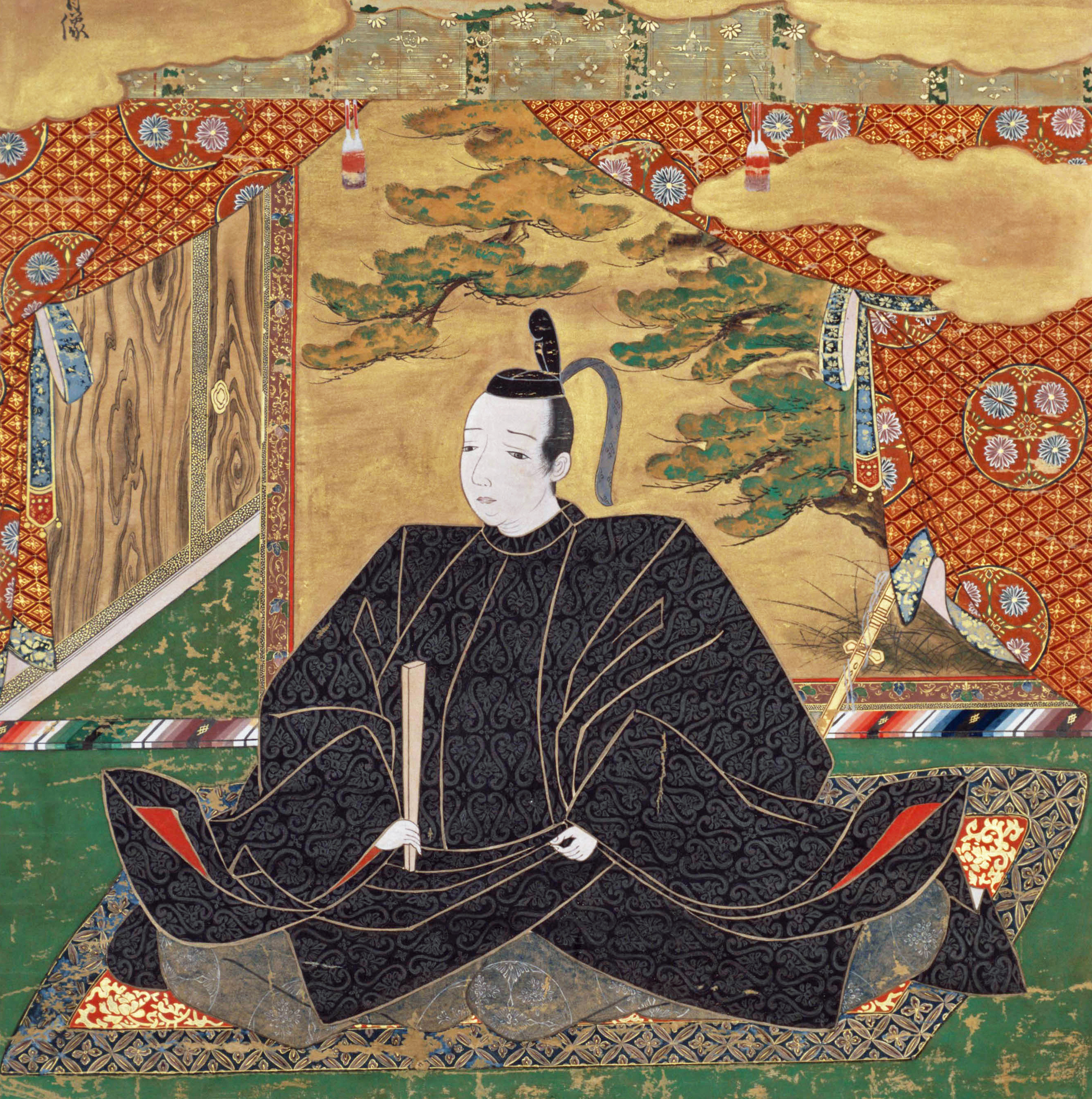
Kobayakawa Hideaki

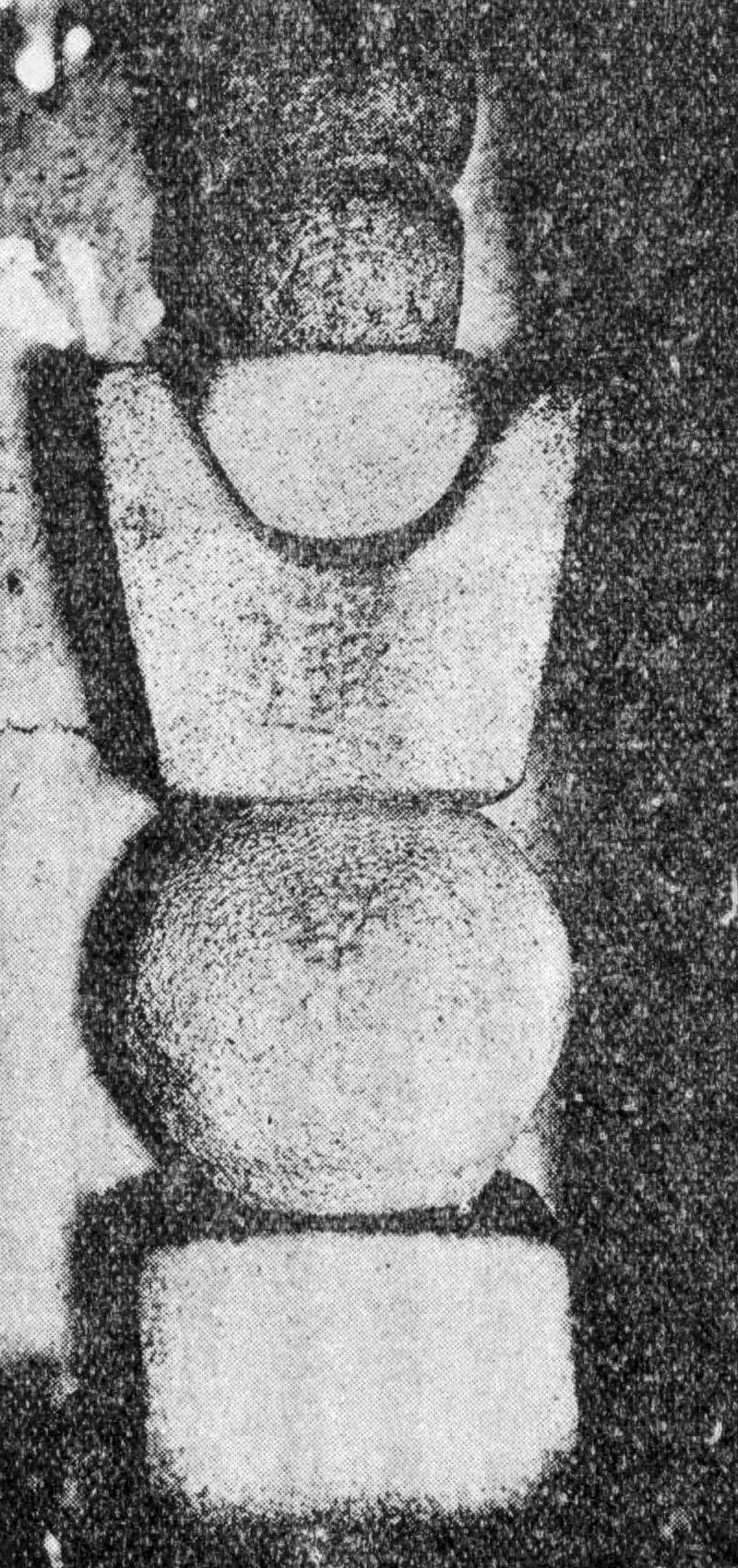
Hideakis Grab

Kobayakawa Hideaki (japanisch 小早川秀秋; geboren 1582 in Nagahama (Provinz Ōmi); gestorben 1. Dezember 1602 in Okayama) war ein japanischer Feldherr in der Azuchi-Momoyama-Zeit.

## Leben und Wirken
Kobayakawa Hideaki war der fünfte Sohn von Kinoshita Iesada (木下 家定; 1543–1608), dem älteren Bruder von Toyotomi Hideyoshis rechtmäßiger Frau Kōdai-in (高台院), auch Kita no Mandokoro (北政所) genannt. Seine Mutter war die Tochter von Sugihara Shichirōzaemon (杉原 七郎左衛門). Sein Kindheitsname war Tatsunosuke (辰之助). Er wurde schon früh von Hideyoshi adoptiert und wuchs unter Kōdai-in auf, wobei er sich selbst Hashiba Hidetoshi (羽柴 秀俊) nannte. Im Jahr 1591 wurde er Uemon no kami (右衛門督) und in Anlehnung an seinen Namen in Chinesisch „Kingo“ (金吾) genannt. Danach erhielt er die Domäne Kameyama (亀山) in der Provinz Tamba mit einem Einkommen von 100.000 Koku.
1593 reiste Kobayakawa nach Nagoya (Provinz Hizen), um Truppen nach Korea in den Bunroku-Krieg (文禄の役) zu schicken. Im August desselben Jahres brachte Yodogimi (淀君), eine Konkubine von Hideyoshi, Hideyori zur Welt und wurde von Kobayakawa Takakage (小早川 隆景; geb. 15331) adoptiert. Nachdem Takakage im Juni 1597 gestorben war, nahm er den Namen „Hideaki“ an. Im selben Jahr überquerte er während der Truppenverlegung nach Korea im Keichō-Krieg als Oberbefehlshaber der Armee das Meer und kämpfte im folgenden Jahr tapfer in der Schlacht von Ulsan.
In der Zeit verlor er das Vertrauen Hideyoshis und so wurden seine Gebiete in der Provinz Chikuzen und anderen Provinzen beschlagnahmt und er wurde nach Hokusho (北庄) in der Provinz Echizen versetzt. Doch im vierten Jahr nach Hideyoshis Tod wurden ihm seine Gebiete wieder zurückgegeben. Zu dieser Zeit vertiefte er seine Beziehung zu Tokugawa Ieyasu und nahm im Jahr 1600 an der Schlacht von Sekigahara teil. Zunächst schloss er sich Ishida Mitsunari (1560–1600) von der Westarmee an, der ein Lager auf dem Berg Matsuo (松尾山) errichtete. Doch während der Schlacht wechselte er plötzlich zur Ostarmee und trug zum Sieg von Ieyasus Armee bei. Nach dem Krieg erhielt Kobayakawa 570.000 Koku in den Provinzen Bizen und Mimasaka, dem ehemaligen Territorium von Ukita Hideie der besiegten Westarmee. Er marschierte in Okayama ein, wo er seinen Namen in „Hideakira“ (秀詮) änderte. Er bemühte sich, das neue Territorium zu regieren, aber die Herrschaft war nicht stabil und er starb im selben Jahr, jung im Alter von nur 21 Jahren.
Die in den letzten Jahren entdeckten Dokumente „Ashimori Kinoshita-ke bunsho“ (足守木下家文書) deuten auf eine enge persönliche Beziehung zu Kōdai-in hin.